# Acrojana
Acrojana is een geslacht van vlinders van de familie Eupterotidae.

## Soorten
- A. rosacea Butler, 1874
- A. salmonea Rothschild, 1932
- A. sciron Druce, 1887
- A. scutaea Strand, 1909
- A. simillima Rothschild, 1932
- A. splendida Rothschild, 1917